# Paymogo (kommunhuvudort)
Paymogo är en kommunhuvudort i Spanien.   Den ligger i provinsen Provincia de Huelva och regionen Andalusien, i den sydvästra delen av landet, 400 km sydväst om huvudstaden Madrid. Paymogo ligger 177 meter över havet och antalet invånare är 1 310.
Terrängen runt Paymogo är platt. Runt Paymogo är det glesbefolkat, med 9 invånare per kvadratkilometer. Närmaste större samhälle är Puebla de Guzmán, 16,3 km sydost om Paymogo. Trakten runt Paymogo består i huvudsak av gräsmarker.